# Acido linoleico coniugato

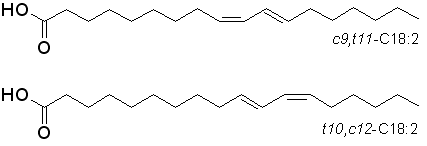
Principali isomeri coniugati dell'acido linoleico
18:2Δ9c,11t (acido rumenico)
18:2Δ10t,12c

Il termine acido linoleico coniugato o CLA (dall'inglese conjugated linoleic acid) si riferisce a un gruppo di isomeri posizionali e geometrici dell'acido linoleico (18:2Δ9c,12c),caratterizzati dalla presenza di due doppi legami coniugati, cioè legami contigui non separati da gruppi metilenici (-CH2-) come nell'acido linoleico.
Gli isomeri posizionali identificati finora sono quelli con i doppi legami nelle posizioni 7/9, 8/10, 9/11, 10/12, 11/13 e 12/14. Per ogni isomero posizionale sono possibili 4 paia di isomeri geometrici (cis, cis; trans, cis; cis, trans; trans, trans). Quindi, il termine CLA include un totale di 24 isomeri posizionali e geometrici dell'acido linoleico.
I CLA sono commercializzati come integratori dietetici per i supposti effetti benefici sulla salute.

## Storia
Questi acidi grassi furono individuati per la prima volta da Pariza (1979). In uno studio sulle componenti cancerogene della carne bovina sottoposta a cottura alla griglia, egli notò che, a differenza di altri acidi grassi trans nocivi per la salute umana, questi acidi grassi dienoici trans, derivati dall’acido linoleico, mostravano proprietà anti-cancerogene. Successivamente fu identificato l’isomero cis9,trans11 come il principale isomero nel grasso dei ruminanti, rappresentando dal 75 al 90% del totale dei CLA (Pariza and Hargraves, 1985). Per questo isomero venne proposto il nome di acido rumenico (18:2Δ9c,11t) data la sua presenza rilevante nei ruminanti. Nel 2004, uno dei ricercatori notava che la letteratura scientifica sull'acido linoleico coniugato "stava crescendo in modo fenomenale".
Una ricerca (novembre 2015) nel database della US National Library of Medicine National Institutes of Health presenta oltre 3200 pubblicazioni scientifiche che fanno riferimento all'acido linoleico coniugato.
Nel 2008, la Food and Drug Administration ha classificato i CLA come GRAS, cioè "generalmente riconosciuti come sicuri".
Gli acidi grassi coniugati, anche quando presentano uno o più legami trans, sono in genere esclusi dalle norme o linee-guida redatte per limitare il consumo di acidi grassi trans o oli parzialmente idrogenati.

## Principali acidi linoleici coniugati
La principale fonte di CLA nell'alimentazione deriva dalla carne e latte dei ruminanti e macropodidi (canguri). Attualmente, il latte vaccino intero contiene una media del 3,5% di acidi grassi e di questi lo 0,5% circa è rappresentato da CLA. Il principale isomero è l'acido rumenico, cis9,trans11, che può rappresentare dal 79% al 94% del totale di CLA del latte. Al contrario, nei processi produttivi dove si ricavano CLA da oli vegetali ad alto tenore di acido linoleico, come l'olio di cartamo, l'isomero trans10,cis12 e l'acido rumenico sono in concentrazioni molto simili (50/50).
Gran parte della conversione da acido linoleico a CLA che avviene nel tratto digestivo degli animali è dovuta a batteri. Per molti anni si è pensato prevalentemente al Butyrivibrio fibrisolvens (Kepler e al., 1966). Recentemente è stato dimostrato che molti altri batteri, Bifidobacterium , Lactobacillus, presenti anche dell'uomo, possono intervenire nella formazione dei CLA.

## Effetti sulla salute
La maggior parte degli studi volti a valutare gli effetti dei CLA sulla salute umana è stata condotta utilizzando prodotti sintetizzati chimicamente, contenenti una miscela di cis e trans isomeri, in diverse proporzioni. Studi più recenti sono invece stati effettuati usando singolarmente il cis9,trans11 e il trans 10,cis12 in forme altamente purificate. I risultati ottenuti in seguito all'utilizzo di miscele sono in contrasto con quelli osservati nel caso dei singoli isomeri e ciò suggerirebbe che i due principali isomeri abbiano effetti diversi. I risultati positivi dei test su animali spesso non hanno trovato conferma nell'uomo.
Gli effetti più significativi e discussi sarebbero:
- anti-obesità[21][22]
- anti-carcinogenico[23]
- aumento della massa muscolare[3][22]
- anti-aterogenico[22][24]
- anti-diabetogenico[22][25]
- immunomodulatore[22]
- apoptotico[26][27]
- osteosintetico.[22][28]

Per questi presunti effetti sulla salute umana, l'acido rumenico e l'acido linoleico trans10,cis12 sono stati utilizzati come integratore alimentare ed è stato promosso il consumo di alimenti arricchiti di acido rumenico e altri acidi linoleici coniugati. In particolare, si è valutato come aumentare con una adeguata alimentazione degli animali il contenuto nella carne e nel latte dei ruminanti
Non mancano però anche ricerche su potenziali effetti avversi e sul fatto che molti degli effetti positivi riscontrati nel modello animale non sono stati clinicamente dimostrati nell'uomo.
L'Autorità Europea per la sicurezza Alimentare (EFSA), ha pubblicato una sua opinione scientifica sulle affermazioni salutistiche relativi agli integratori con acidi linoleici coniugati, specificando che non è dimostrata una relazione causa-effetto tra il consumo di una miscela equimolare di acido rumenico e acido linoleico trans10,cis12 linoleico e:
- il mantenimento o il raggiungimento di un normale peso corporeo
- l'aumento della massa magra
- l'aumento della sensibilità all'insulina
- la protezione del DNA, proteine o lipidi dai danni ossidativi
- un contributo alle difese immunitarie stimolando la produzione di anticorpi protettivi in risposta alla vaccinazione.

Conseguentemente, nell'Unione europea queste affermazioni salutistiche non sono ammissibili. Posizione analoga hanno assunto anche altri paesi, tra cui il Canada.